# Orjelet
Orjelet, numit și urcior sau ulcior, este o infecție la ochi care apare la nivelul pleoapelor.
Cauza infecției este de obicei bacteria numită Staphylococcus aureus.